# Isla Necker
La isla Necker (en hawaiano Mokumanamana) es una de las islas de Sotavento de Hawái. Está situada a 240 km al oeste de Nihoa.
Necker es una isla de roca volcánica rodeada de arrecifes, con forma de anzuelo. La superficie total es de 0,18 km² y la altitud máxima es de 84 metros en el Summit Hill.
Se han encontrado numerosos restos arqueológicos, destacando 33 plataformas ceremoniales (heiau) y unas figuras de piedra de un estilo relacionado con las islas Marquesas. Los antropólogos especulan que estas imágenes pueden ser una muestra de la cultura hawaiana original, de poco después de la llegada migratoria polinesia desde Tahití en los siglos XII o XIII. Cuando llegaron el francés Jean-François de La Pérouse en 1786, la isla hacía tiempo que estaba deshabitada. La bautizó en honor del ministro de Finanzas, Jacques Necker, y la describió como «una roca desnuda cubierta de excrementos de aves». El nombre hawaiano Mokumanumanu, que significa 'isla de muchas aves', es un nombre del siglo XX.
- Datos: Q853419
- Multimedia: Necker Island / Q853419